# یانسکی ۱۹۳۲
سیارک ۱۹۳۲ (به انگلیسی: 1932 Jansky، نامگذاری:1971UB1) هزار و نهصد و سی و دومین سیارک کشف شده‌است که در ۲۶ اکتبر ۱۹۷۱ کشف شد.
قدر مطلق سیارک برابر ۱۳٫۶۰ است.